# Krysta Carter
Krysta Carter (Toronto, 12 giugno 1984) è un'attrice canadese.

## Filmografia

### Cinema
- Mean Girls, regia di Mark Waters (2004)
- Cinderella Man - Una ragione per lottare (Cinderella Man), regia di Ron Howard (2005)
- 5ive Girls, regia di Warren P. Sonoda (2006)
- Chloe - Tra seduzione e inganno (Chloe), regia di Atom Egoyan (2009)

### Televisione
- Missing (1-800-Missing) – serie TV (2005) non accreditato
- The Newsroom – serie TV (2005)
- Cyber Seduction: His Secret Life, regia di Tom McLoughlin – film TV (2005)
- Monster Warriors – serie TV (2006)
- Degrassi: The Next Generation – serie TV (2009)
- Lost Girl – serie TV (2010)
- Flashpoint – serie TV (2011)

### Show Televisivo
- Cyber Seduction: His Secret Life (2005)

### Cortometraggi
- Couldn't Be Happier (2006)
- A Hindu's Indictment of Heaven (2009)
- Forbidden Fruit (2010)